# DRF Luftrettung

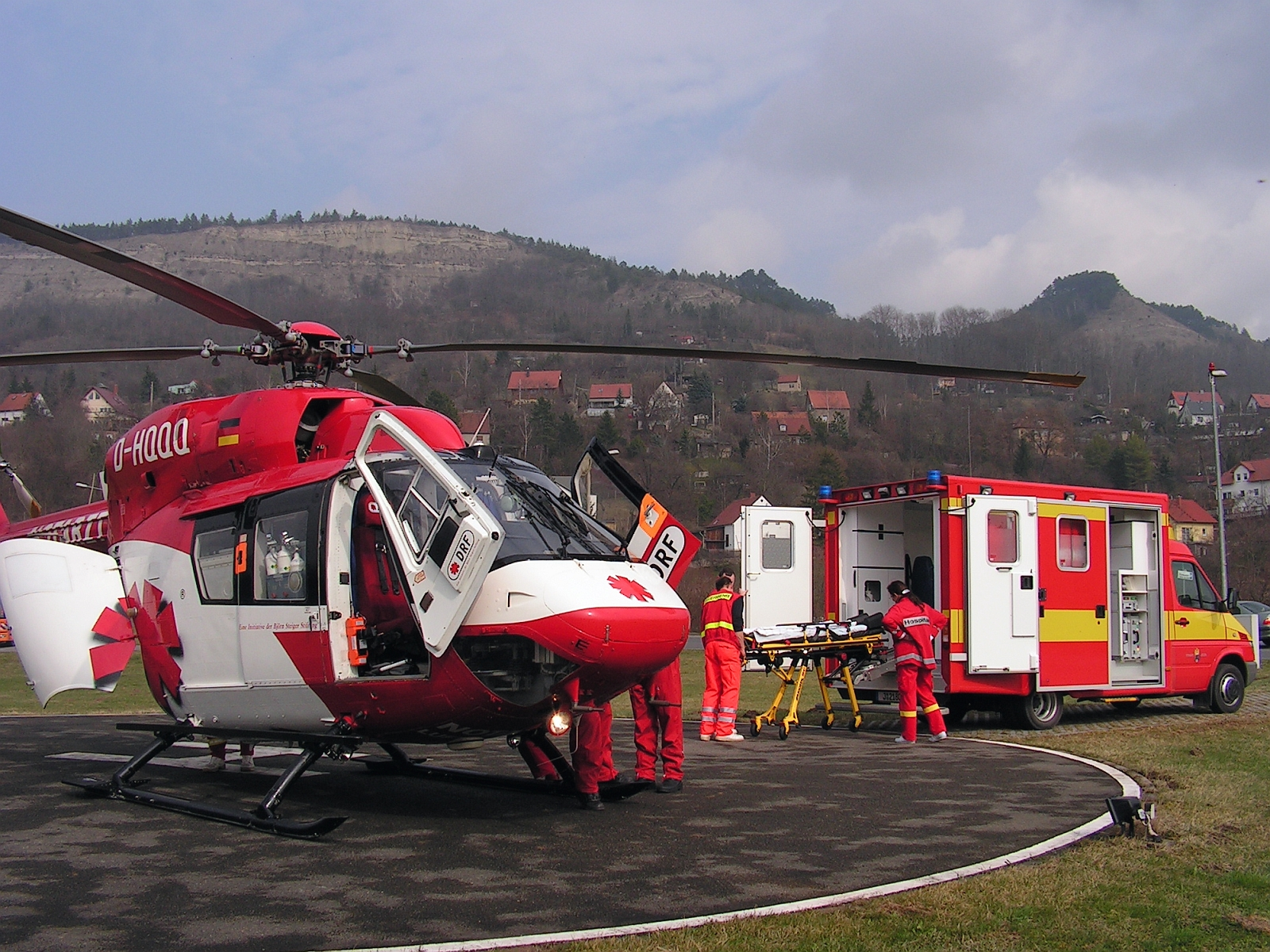
BK 117 e ambulanza

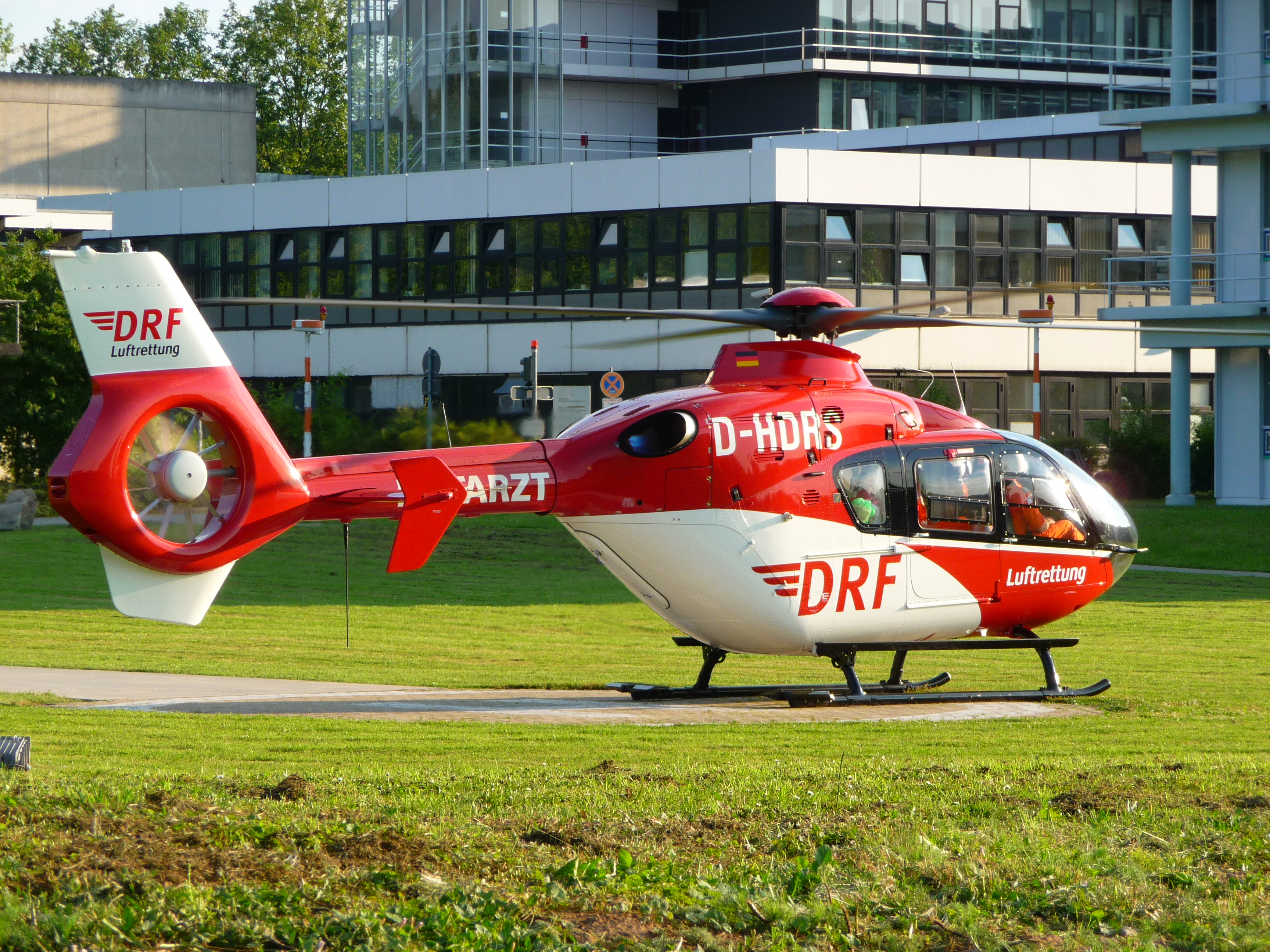
Eurocopter EC 135 P2+ al decollo

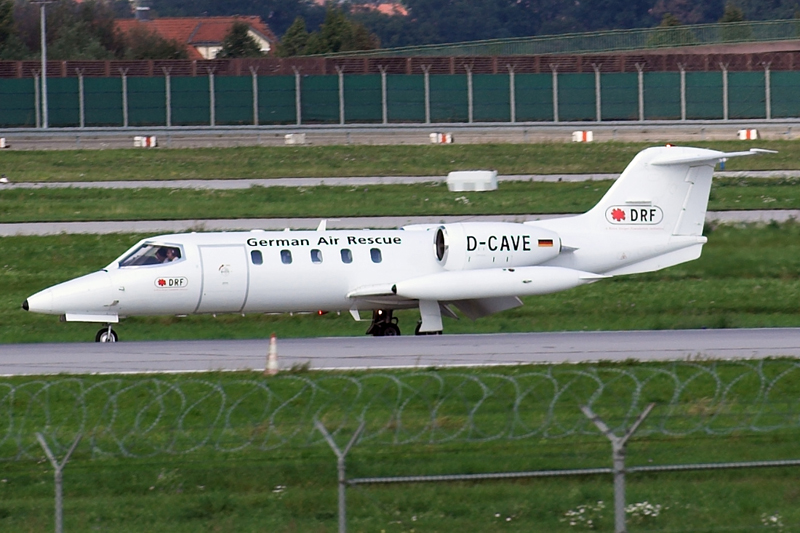
Learjet 35A della DRF

La DRF Luftrettung (Deutsche Rettungsflugwacht e. V.) con sede a Filderstadt fa parte della Rettungsdienst tedesca del soccorso aereo.

## Storia
In Germania agli inizi degli anni settanta muore in un incidente stradale Björn Steiger, a causa di un mancato soccorso rapido. I suoi genitori creano la fondazione Björn-Steiger-Stiftung, dando vita successivamente nel 1972 alla Deutsche Rettungsflugwacht e. V. Già dallo stesso anno avviene il primo soccorso aereo mediante elicottero della DRF Luftrettung.
La società è governata dal presidente della società di Stoccarda Helmut Nanz e la fondazione, assieme formano la DRF Stiftung Luftrettung gemeinnützige Aktiengesellschaft, con le consociate HDM Luftrettung gemeinnützige GmbH e HSD Luftrettung gemeinnützige GmbH. In Austria c'è la ARA-Flugrettungs GmbH, in Danimarca la Falck DRF Luftambulance A/S.
In Germania, a parte l'ADAC, è il più grande operatore commerciale in ambito soccorso.

## Missione
La DRF Luftrettung dalla sua fondazione il 6 settembre 1972 opera nel soccorso d'urgenza. Da subito con eliambulanza. La base è all'Aeroporto di Karlsruhe-Baden-Baden.

## Flotta
La DRF Luftrettung possiede più di 50 elicotteri, con livrea rosso-bianca. I modelli sono MBB-Kawasaki BK 117, Eurocopter EC 135, Eurocopter EC 145 e Bell 412. Per missioni di trasporto a lungo raggio opera con tre Learjet 35A, di base all'aeroporto Karlsruhe-Baden.

## Consociate
Dal 2000 appartengono alla DRF Luftrettung:
- HDM Luftrettung gemeinnützige GmbH
- HSD Hubschrauber Sonder Dienst Flugbetriebs GmbH & Co. KG
- ARA-Flugrettungs GmbH in Austria
- Falck DRF Luftambulance A/S (ex Dansk Luftambulance A/S) in Danimarca